# Ère Jōwa (Heian)
Pour les articles homonymes, voir Ère Jōwa.
L'ère Jōwa (承和) est une des ères du Japon (年号,, nengō,, lit. « nom de l'année ») après l'ère Tenchō et avant l'ère Kashō. Cette ère couvre la période allant du mois de janvier 834 jusqu'au mois de juillet 848. Les empereurs régnant sont Junna (淳和天皇) et Ninmyō (仁明天皇).

## Changement de l'ère
- 6 février 824 Tenchō gannen (天長元年?) : Le nom de la nouvelle ère est créé pour marquer un événement ou une série d'événements. L'ère précédente se termine là où commence la nouvelle, en Tenchō 10, le 3e jour du 1er mois de 834[3].

## Événement de l'ère Jōwa
- 834 (Jōwa 1) : L'Empereur Ninmyō plante un cerisier près du shishinden pour remplacer l'arbre qu'avait planté l'empereur Kammu quand la capitale a été établie à Kyoto[4].
- 834 (Jōwa 1) : Kūkai reçoit la permission d'établir une chapelle Shingon au palais impérial[5].
- 11 juin 840 (Jōwa 7, 8e jour du 5e mois) : L'ancien empereur Junna meurt à l'âge de 55 ans[3].
- 842 : Incident de l'ère Jōwa, conflit de succession.
- 843 (Jōwa 10) : La rédaction du Nihon kōki est terminée[6].

Durant l'ère Jōwa, la cérémonie de promotion des hommes (dansei joi) est annoncée le septième jour de chaque nouvelle année tandis que celle des femmes (ona joi) l'est le huitième jour.